# Токро
Токро (Odontophorus) — рід куроподібних птахів родини токрових (Odontophoridae). Представники роду мешкають у гірських і рівнинних лісах Південної Америки. Цих потаємних птахів можна побачити лише у сутінках або на світанку.
Птахи сягають 20 —30 см завдовжки. Живляться на землі підніжним кормом (насіння, комахи).

## Класифікація
У роді, станом на 2010 рік, описано 15 видів:
- Odontophorus atrifrons — токро чорнолобий
- Odontophorus balliviani — токро андійський
- Odontophorus capueira — токро бразильський
- Odontophorus columbianus — токро венесуельський
- Odontophorus dialeucos — токро панамський
- Odontophorus erythrops — токро рудолобий
- Odontophorus gujanensis — токро гвіанський
- Odontophorus guttatus — токро чубатий
- Odontophorus hyperythrus — токро каштановий
- Odontophorus leucolaemus — токро білогорлий
- Odontophorus melanonotus — токро еквадорський
- Odontophorus melanotis — токро чорнощокий
- Odontophorus speciosus — токро рудогрудий
- Odontophorus stellatus — токро рудочубий
- Odontophorus strophium — токро білощокий